# Ralf Nentwich

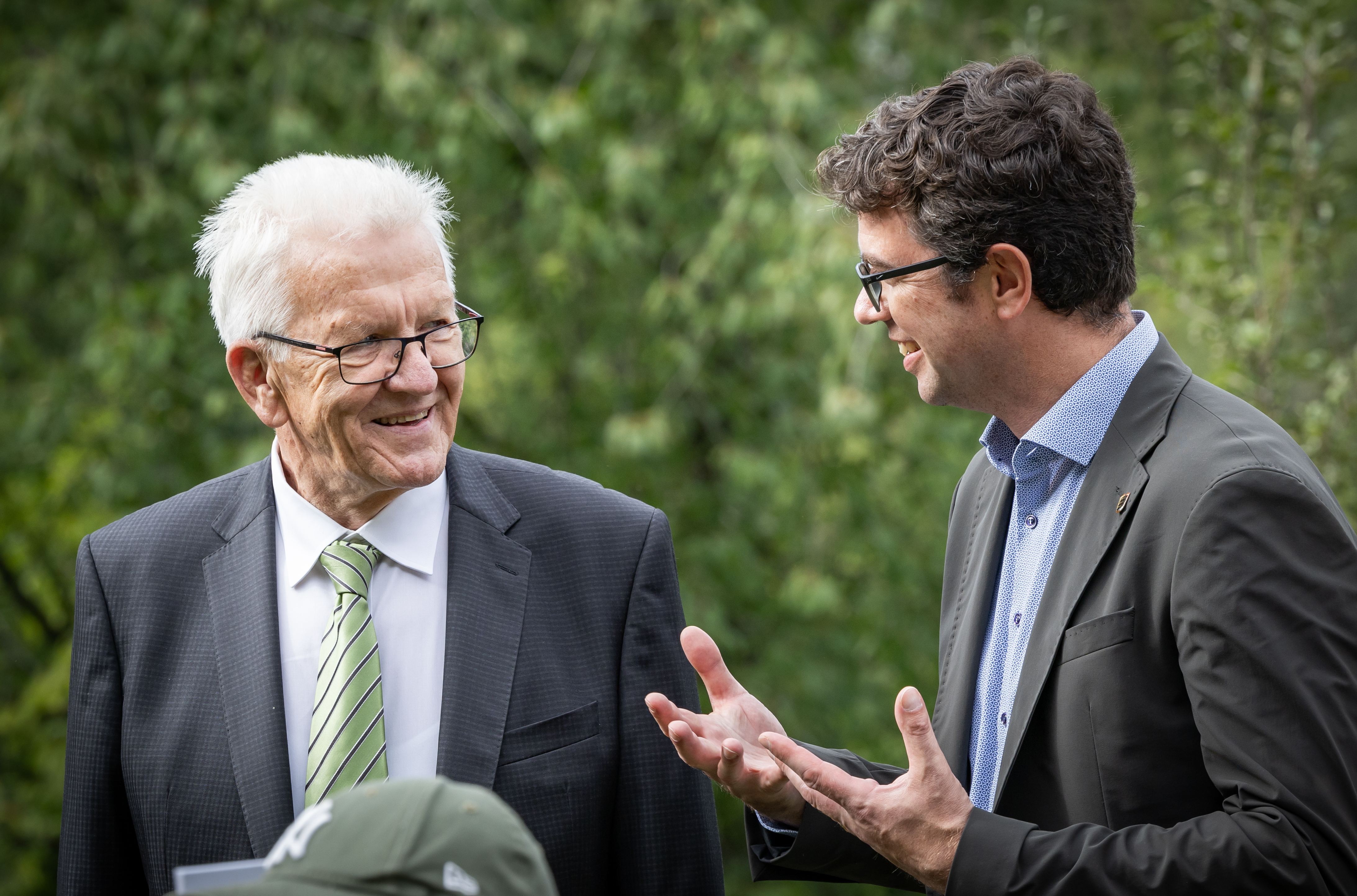
Ralf Nentwich MdL im Gespräch mit Ministerpräsident Kretschmann

Ralf Nentwich (* 30. Januar 1982 in Backnang) ist ein deutscher Politiker (Bündnis 90/Die Grünen). Seit 2021 ist er Abgeordneter des Landtags Baden-Württemberg.

## Leben
Nentwich ist aufgewachsen in der schwäbischen Kleinstadt Murrhardt und ist das älteste von drei Kindern aus einer Handwerkerfamilie. Er absolvierte die Grundschule in Murrhardt und machte den Realschulabschluss in Sulzbach an der Murr. Anschließend absolvierte er das Abitur am Wirtschaftsgymnasium Backnang. Von 2001 bis 2006 studierte er Deutsch und katholische Theologie für das Lehramt an Realschulen an der Pädagogischen Hochschule Ludwigsburg. Nach dem ersten Staatsexamen absolvierte er von 2006 bis 2008 das Referendariat in Schwäbisch Hall und legte anschließend das zweite Staatsexamen ab. Von 2008 bis 2011 war er Lehrer an der Realschule Calw. Von 2011 bis 2021 unterrichtete er an der Max-Eyth-Realschule Backnang. Parallel war er von 2010 bis 2016 Leiter des Kreismedienzentrums Backnang und von 2016 bis 2021 Gesamtleiter der Kreismedienzentren Rems-Murr.

## Politische Tätigkeit
Nentwich trat bei der Landtagswahl in Baden-Württemberg 2016 im Landtagswahlkreis Backnang für die ÖDP an und erzielte 0,9 %. Bei den Kommunalwahlen in Baden-Württemberg 2019 wurde er in den Gemeinderat der Stadt Murrhardt gewählt.
Bei der Landtagswahl in Baden-Württemberg 2021 trat er für die Grünen an. Er erhielt im Landtagswahlkreis Backnang das Erstmandat und zog in den Landtag von Baden-Württemberg ein. Für die Fraktion der Grünen ist er Mitglied im Ausschusses für Kultus, Jugend und Sport und Mitglied im Ausschuss für Ernährung, Ländlichen Raum und Verbraucherschutz. Er fungiert als Sprecher für Digitale Bildung und als Sprecher für Ernährung.

## Sonstiges Engagement
Von 2007 bis 2010 amtierte Nentwich als Bundesjugendsprecher der Naturschutzjugend im Naturschutzbund Deutschland. Zudem ist er Bienensachverständiger und Wanderwart im Imkerverein Murrhardt und 2. Vorsitzender der NABU Ortsgruppe Murrhardt. Des Weiteren amtiert er als 1. Vorsitzender der Dorfgemeinschaft Siegelsberg e.V.